# رود فصلی قاسم‌آباد
 رود فصلی قاسم‌آباد یک رود در حوضه آبریز دریاچه نمک در استان البرز ایران است که از البرز سرچشمه می‌گیرد. این رود در ارتفاع ۱۲۷۳ متری واقع شده است.